# جوك شيرر
جوك شيرر (بالإنجليزية: Jock Shearer)‏ (8 يوليو 1917 بدنفيرملين في المملكة المتحدة - 1979) هو مدرب كرة قدم ولاعب كرة قدم بريطاني (وحمل سابقاً جنسية المملكة المتحدة لبريطانيا العظمى وأيرلندا) في مركز مهاجم داخلي. لعب مع برادفورد سيتي وديربي كاونتي وغريمسبي تاون.